# Pfarrer Braun: Glück auf! Der Mörder kommt!
Glück auf! Der Mörder kommt! ist ein deutscher Fernsehfilm von Wolfgang F. Henschel aus dem Jahr 2009. Es handelt sich um die sechzehnte Episode der ARD-Kriminalfilmreihe Pfarrer Braun mit Ottfried Fischer in der Titelrolle.

## Handlung
Braun kann nun im saarländischen St. Florian das renovierte Pfarrhaus beziehen. Ein Taubenhaus im Garten sorgt für Schmutz und Lärm. Das Erdgeschoss des Pfarrhauses dient als Proberaum der „Saar-Palomas“, eines Bergmannschors, der sich um ein Dutzend Brieftauben kümmert – die Hinterlassenschaft von Brauns Vorgänger. Als Chormitglied Adolf Zwickel unter merkwürdigen Umständen von der Leiter fällt und sich das Genick bricht, muss Braun wieder „kriminalisieren“.

## Hintergrund
Für Glück auf! Der Mörder kommt! wurde an Schauplätzen im Saarland und im südlichen Rheinland-Pfalz rundum Saarburg gedreht. Die Erstausstrahlung fand Donnerstag, den 16. April 2009 auf Das Erste und im ORF 2 statt.

## Kritik
Die Kritiker der Fernsehzeitschrift TV Spielfilm gaben dem Film eine mittlere Wertung, sie zeigten mit dem Daumen zur Seite. Sie konstatierten: „Müde“.